# Kawashita Mizuki
Kawashita Mizuki (河下 水希 Hà Hạ Thủy Hy,  sinh ngày 30 tháng 8 năm 1971 tại Shizuoka, Nhật Bản) là một mangaka người Nhật, được độc giả biết đến với tác phẩm Ichigo 100%. Trong thời kỳ đầu sáng tác, bà lấy bút hiệu là Momokuri Mikan (桃栗 みかん Đào Lật Mật Cam). Tác phẩm đầu tay của bà là một truyện tranh Dōjinshi mang tên Innocent sáng tác năm 1993. Tác phẩm dài hơi nhất của Kawashita là Ichigo 100%, về sau đã được chuyển thể thành một phim hoạt hình kéo dài 6 tập phát sóng lần đầu tại Nhật Bản vào năm 2005 và 6 tập phim OVA. Một tác phẩm khác của bà là, Hatsukoi Gentei cũng vừa được chuyển thể thành phim hoạt hình phát sóng năm 2009. Một số tác phẩm khác của Kawashita Mizuki như Lilim Kiss, Akane-chan Overdrive và gần đây hơn là Ane Doki 

## Tác phẩm
- (1997) Sora no Seibun (空の成分),với bút danh "Momokuri Mikan"[2]
- (1999) Akane-chan Over Drive (あかねちゃん OVER DRIVE), với bút danh "Momokuri Mikan"[2]
- (1999) Kaede Typhoon (かえで台風), với bút danh "Momokuri Mikan"[2]
- (2000) Ririmu Kissu (りりむキッス, Lilim Kiss)[2]
- (2002) Ichigo 100% (いちご100%); tên tiếng Anh: Strawberry 100% (2007)[2]
- (2007) Sơ luyến hạn định (初恋限定。, Hatsukoi Gentei)[2]
- (2009) Ane Dokii (あねどきっ, Ane Doki)[2]
- (2010) Boku no Idol (ボクのアイドル)[2]
- (2010) (G) Edition ((G)えでぃしょん)[2]

## Khác
- Koorihime Kitan
- Natsuiro Graffiti
- Sonezaki Shinjuu
- Kanojo to Natsu to Boku